# Pedro Martínez de Hebert
Pedro Martínez de Hebert (ur. 31 stycznia 1819 w Valladolid, zm. 1891 tamże) – hiszpański malarz i fotograf.
Wśród jego dzieł wyróżnia się seria miniaturowych portretów rodziny królewskiej (m.in. Izabeli II) oraz szlachty. Jednym z jego uczniów był José San Bartolomé Llaneces.